# Good Luck!/ふたり
『Good Luck!/ふたり』（グッドラック/ふたり）は、SixTONESの両A面シングル。同グループの8枚目のシングルとして、Sony Music Labelsから2022年11月2日に発売。

## リリース・背景
メンバーのジェシーと京本大我がそれぞれ主演を務めるテレビドラマ主題歌の両A面シングル。「Good Luck!」は、ジェシー主演のテレビ朝日系 金曜ナイトドラマ『最初はパー』の主題歌、「ふたり」は京本主演の日本テレビ系 シンドラ『束の間の一花』の主題歌となっており、初回盤A・初回盤BにそれぞれのMVなどが収録される。
また通常盤には、カップリング曲としてジェシー・松村北斗が出演するECCジュニア ホームティーチャーのCMソング「Sing Along」と、7thシングル表題曲「わたし」のリミックスが収録されている。

### プロモーション
本作のリリース発表の前日に両ドラマの公式Twitterにて、両表題曲のタイトルを使用した本作をほのめかす投稿が行われた。
10月7日には「Good Luck!」のMVを公開。振付はGANMIが担当し、映像にはメンバーも全員で出演している。
12月31日放送の「第73回NHK紅白歌合戦」にてトップバッターで歌唱された。

### 特典
- 初回盤A：撮り下ろしステッカーシート “Good Luck!”[15]
- 初回盤B：メンバーと“ふたり”で撮影!? クリアフォトシート[15]
- 通常盤：クリアファイル[15]

## 収録内容

### CD

#### 初回盤A
1. Good Luck! [3:09]
作詞：YUUKI SANO、作曲：YUUKI SANO・野口大志、編曲：野口大志・Naoki Itai
2. ふたり [3:46]
作詞・作曲：YUUKI SANO・柳川陽香、編曲：Naoki Itai

#### 初回盤B
※『ふたり/Good Luck!』として発売
1. ふたり
2. Good Luck!

#### 通常盤
1. Good Luck!
2. ふたり
3. Sing Along [3:30]
作詞：Mayu Wakisaka、作曲：Chris Meyer・Josef Melin、編曲：Josef Melin
4. わたし -Lo-Fi ChillHop Remix- [4:10]
作詞・作曲：佐伯youthK、編曲：熊井吾郎
5. Good Luck! -Instrumental-
6. ふたり -Instrumental-

### DVD

#### 初回盤A
1. Good Luck! -Music Video-
2. Good Luck! -Music Video Making-
3. Good Luck! -Music Video One Cut Shooting ver.-

#### 初回盤B
1. ふたり -Music Video-
2. ふたり -Music Video Making-
3. ふたり -Music Video Solo Movie-

## チャート成績
初週39.2万枚を売り上げ、2022年11月4日付けオリコン週間シングルランキングで初登場1位を獲得。7作連続・通算7作目の1位獲得（『Imitation Rain/D.D.』は除く）となり、7作連続で初週売上30万枚超えも達成した。